# Mickey Rooney
Mickey Rooney (født Joseph Yule, Jr., 23. september 1920 i Brooklyn, New York City, død 6. april 2014) var en amerikansk skuespiller.
Han begyndte karrieren som barneskuespiller i vaudeviller. Sit store folkelige gennembrud fik han som Andy Hardy i A Family Affair fra 1937. I løbet af sin karriere har han vundet flere priser, herunder en Oscar, en Golden Globe og en Emmy Award.